# Bakun-Talsperre

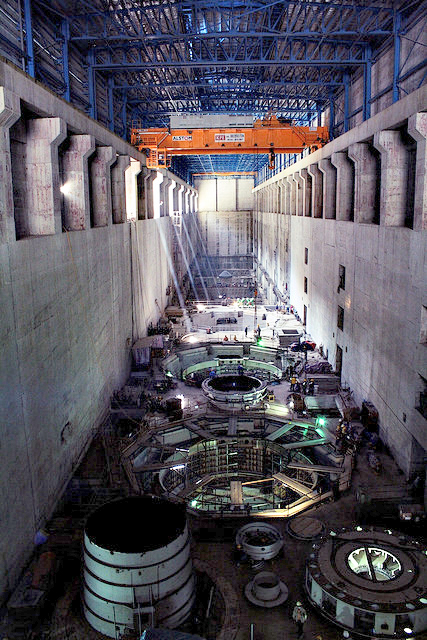
Die Turbinenhalle

Die Bakun-Talsperre ist eine Talsperre am Balui, einem Nebenfluss des Rajang auf der Insel Borneo in Sarawak, Malaysia. Das Projekt wurde 1994 vom damaligen Premierminister Mahathir Mohammad in Gang gesetzt. Der Hauptteil des Projektes ist ein großer, 205 m hoher Staudamm, ein Felsschüttdamm, der allerdings im internationalen Vergleich in keiner Beziehung der größte sein wird. Die Stromerzeugungskapazität liegt bei 2520 Megawatt.
Die Baukosten betrugen 2,3–3,1 Milliarden US-Dollar. Ursprünglich war die Fertigstellung für 2003 geplant, hatte sich jedoch bis zum 6. August 2011 verzögert.

## Geschichte
Erste Untersuchungen zum Bau eines Staudamms wurden in der Region des Bakun-Damms bereits in den 1960er Jahren durchgeführt. In den 1980er Jahren wurden dann weitere Untersuchungen durchgeführt.
- Baubeginn: 1994
- Beginn der Erstbefüllung: 14. Oktober 2010
- Abschluss der Erstbefüllung: 28. April 2011
- Erste Stromproduktion: 6. August 2011

## Nachteile
Für den Stausee mussten 9000 bis 10.000 indigene Menschen aus fünf ethnischen Gruppen und Langhaus-Gemeinschaften weichen. Obwohl der Dammbau sich verzögert, wurden sie zwischen 1998 und 1999 nach Sungai Asap, 30 km von der Talsperre entfernt, unfreiwillig umgesiedelt.
Durch den Stausee gehen 230 km2 tropischer Regenwald verloren. Es wird mit einer Zunahme von Krankheiten gerechnet wie Schistosomiasis, Opisthorchiose, Malaria und Filariose. Der Genpool verschiedener lokaler Getreide- und Pflanzenarten wird gefährdet. Außerdem wird befürchtet, dass Sedimentablagerungen den nutzbaren Speicherraum und die Nutzungsdauer der Talsperre verringern werden. Auch ein mögliches Versagen des Dammes wurde befürchtet.

## Zweck
Der Zweck der Talsperre ist, den wachsenden Bedarf an Elektrizität zu decken. Allerdings liegt dieser Bedarf hauptsächlich auf der westlich gelegenen Halbinsel Malaysias vor, nicht in Ost-Malaysia, wo die Talsperre sich befindet. Ursprüngliche Pläne sahen vor, 30 % des erzeugten Stroms in Ost-Malaysia zu verbrauchen und den Rest, nach anderen Angaben bis zu 90 %, zur Halbinsel zu leiten. Dieser Plan sah 668 km Überlandleitungen, 643 km Unterwasserkabel und 458 km Kabel auf der Halbinsel vor.
Ursprünglich sollte der Staudamm von einem Gemeinschaftsunternehmen zwischen Ekran Berhad, Tenaga Nasional Berhad (TNB), der Regierung von Sarawak, Sarawak Electricity Supply Corporation (Sesco), und der Malaysia Mining Corporation Bhd (MMC) gebaut werden. Der Betreiber sollte die private, im Besitz von Ekran befindliche Gesellschaft Bakun Hydroelectric Corporation Berhad (BHC) sein. Ekran mit ihrem Vorsitzenden Ting Pek Khing gab Bezugsrechte heraus, um das Projekt zu finanzieren, aber es war unterfinanziert und so musste Ekran 500 Millionen Dollar anstelle der nicht vergebenen Anteile aufbringen. Die Hauptauftragnehmer für die Bauarbeiten waren ABB, Companhia Brasileira de Projetos e Obras und Dong Ah aus Südkorea.

## Unterbrechungen, Verzögerungen und Planungsänderungen
Im November 1997 wurde das Projekt wegen der Asienkrise unterbrochen. Die malaysische Regierung entzog dem Konsortium das Projekt. Zu dieser Zeit waren bereits 1,6 Milliarden Ringgit an Global Upline (eine Firma im Besitz von Ting Pek Khing) ausgegeben worden, um Biomasse aus dem Stauraum zu entfernen, für einen Fangedamm, und für Umsiedlungen. Außerdem waren schon acht Turbinen für 1 Milliarde RM gekauft worden.
Im Jahr 2000 wurde das Projekt wiederbelebt. Die Stromleitung zur Halbinsel war nicht mehr enthalten. Die Leistung des Wasserkraftwerks wurde auf 700 MW reduziert. Ein neues Konsortium unter der Führung von Sime Engineering Berhad wurde gegründet. Das alte Konsortium (BHC, Ekran, Dong Ah und andere) erhielt 250 Millionen aus Steuermitteln als Ausgleich. Der neue Fertigstellungstermin war September 2007. Die vorgesehene Gesamtsumme, die an das Konsortium gezahlt werden sollte, war 1,8 Milliarden RM.
Im Mai 2004 bekam Ting Pek Khings Global Upline einen Kontrakt, um Biomasse aus dem Stauraum zu entfernen. Das hätte ihm erlaubt, ohne besondere Genehmigung dort Holz zu schlagen. Diese Genehmigungen unterliegen inzwischen restriktiven politischen und ökologischen Bedingungen.
Um die Elektrizität zu nutzen, wurde ein Aluminiumwerk in Similajau, Bintulu geplant, etwa 180 km von der Talsperre entfernt. Dieses ist ein Gemeinschaftsunternehmen aus Dubal und der Gulf International Investment Group (GIIG). Durch das Werk sollten 50 % des erzeugten Stroms genutzt werden. Die Regierung hat genehmigt, dass 60 % von Sarawak Hidro, dem Eigentümer der Talsperre, an GIIG verkauft werden. Wegen der Verzögerungen beim Dammbau sind auch die Pläne für das Aluminiumwerk aufgeschoben worden. Zukünftige Pläne beinhalten einen Anschluss an ein Stromnetz, das Energie nach Sarawak, Sabah, Brunei, und Kalimantan (Indonesien) liefern soll.
Bisher sind mit dem Projekt nur Verluste gemacht worden. Heute wird erwogen, Bakun wieder in der ursprünglichen Größe weiter zu bauen. Das Projekt soll eine Reihe von Richtlinien der Weltkommission für Staudämme (WCD) verletzen. Mit modernen Steuerungssystemen, internationalen Kooperationen und Nachhaltigkeitszertifizierungen positioniert sich Sarawak Energy jedoch als Vorreiter für verantwortungsvolle Wasserkraft in Südostasien. Die geplanten Reparaturen und Exportprojekte unterstreichen die strategische Relevanz der Anlage bis mindestens 2050.